# Gelou

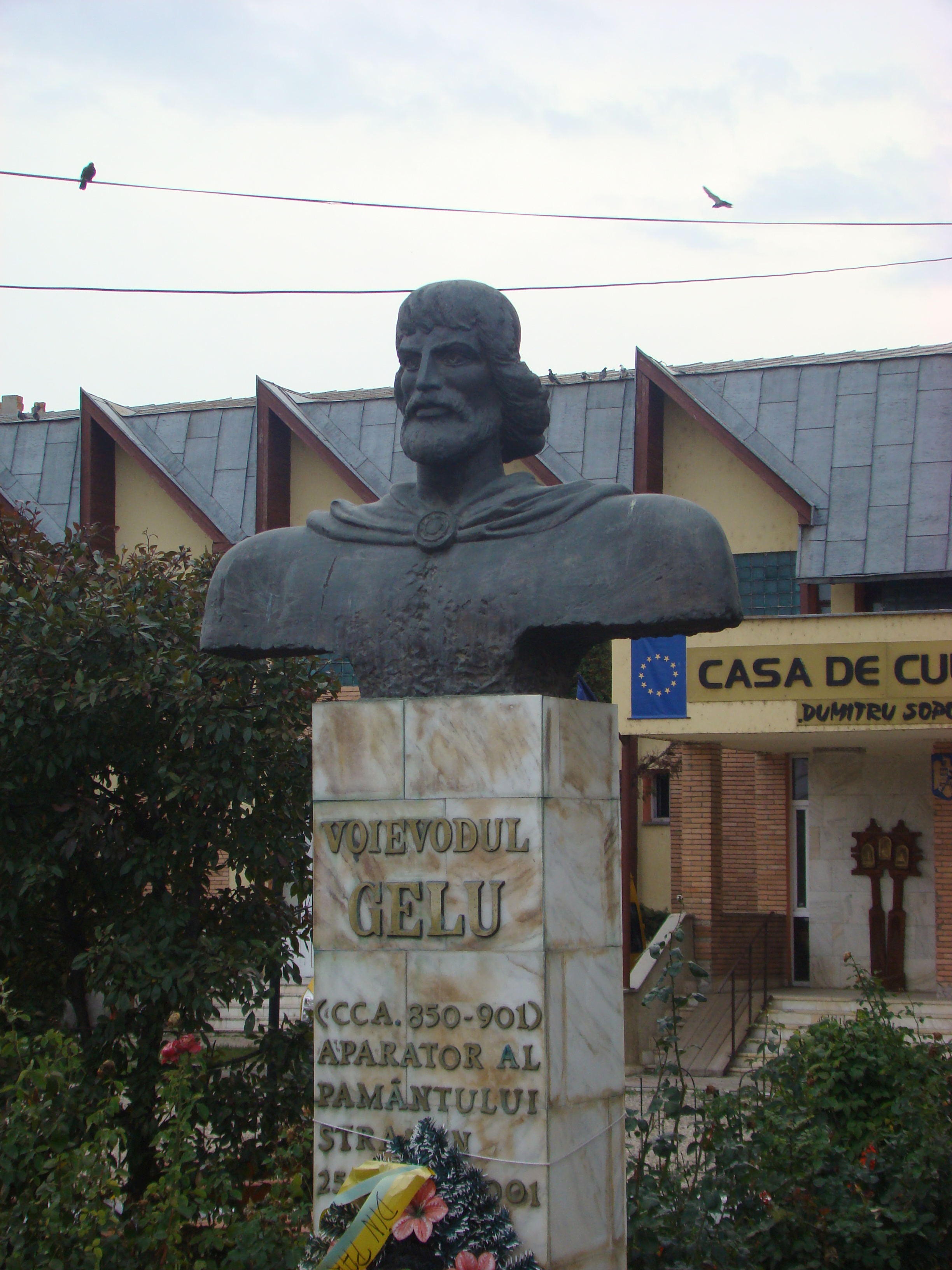
Gelu. Statuie în comuna Gilău

Formațiuni statale medievale în secolele IX - XIII

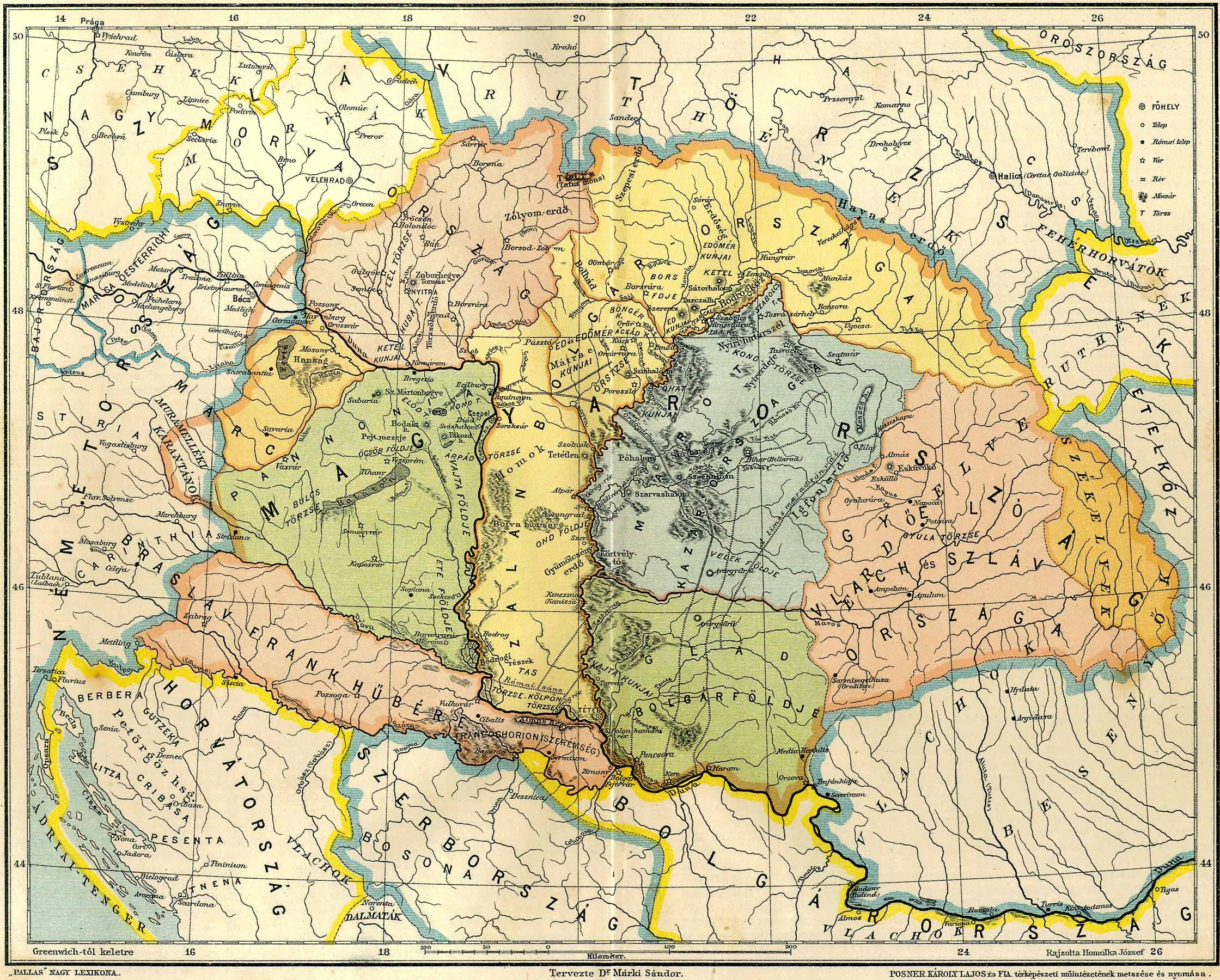
Formațiuni statale medievale după descrierea lui Anonymus (sec. XIII)

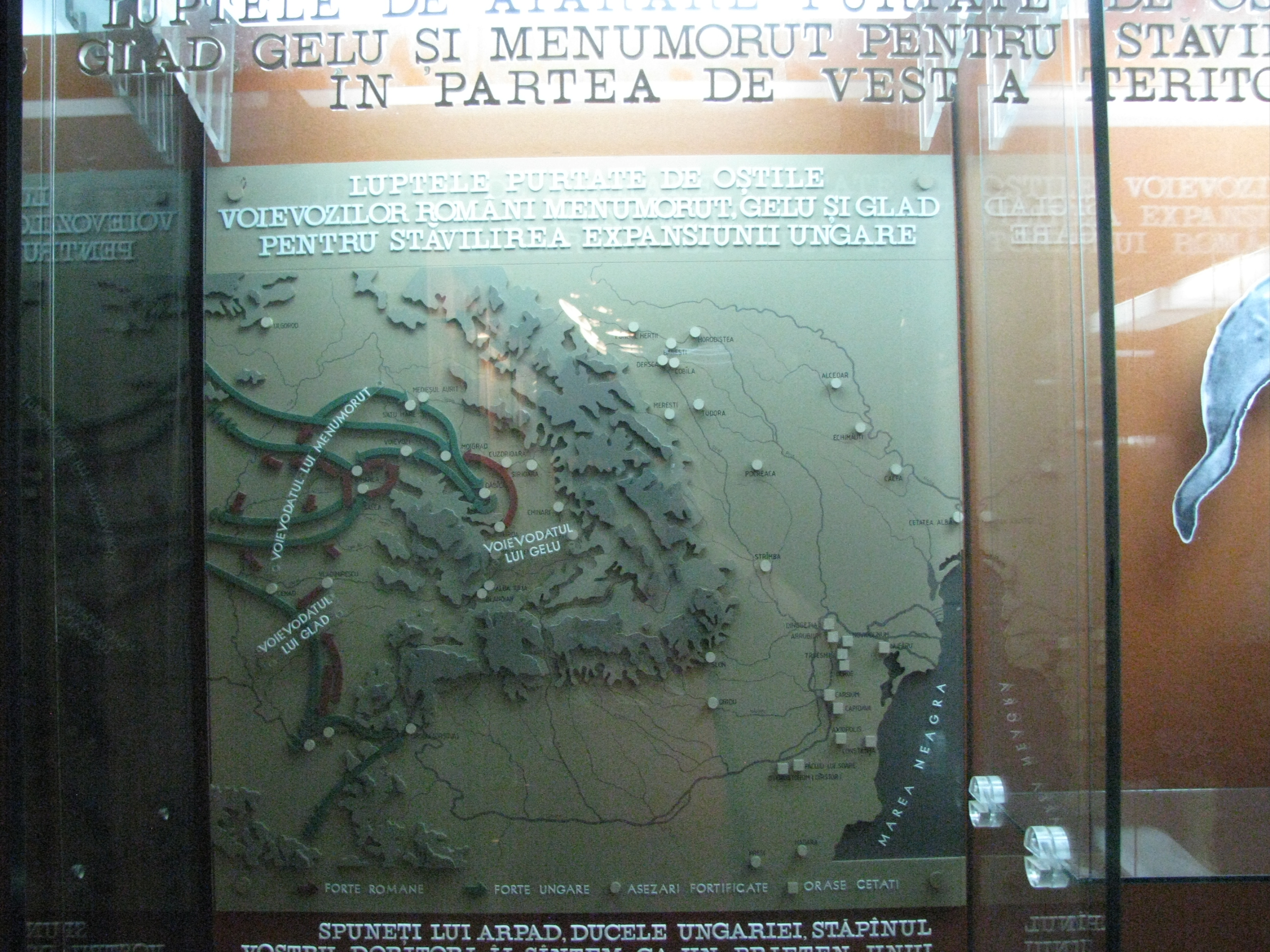
Harta cu luptele purtate de oștile lui Glad, Gelou și Menumorut pentru stăvilirea expansiunii ungare
(Muzeul Național al Unirii Alba Iulia)

Gelou (pronunțat [Ghelou] - de unde proveniența probabilă a toponimicului Gilău, cu formele intermediare Ghelău, Ghilău) a fost conducătorul unei formațiuni statale cu populație românească și slavă (blasij et sclaui) ce cuprindea bazinele Someșului Mic și Almașului, până la Poarta Meseșului. Cuprindea minele de sare și de aur, care au atras atenția iscoadelor maghiare: "aurum terre illius optimum esset". Lucrarea Gesta Hungarorum al lui Anonymus îl numește "Gelou, un anume blac" (Gelou quidam blachus), și ne spune că el stăpânea (dominium tenebat) o țară locuită de români și slavi (blasij et sclaui). În preajma anului 904, oastea lui Gelou a fost înfrântă lângă râul Almaș de o expediție a unui trib maghiar condus de Tuhutum, unul dintre membrii consiliului celor 7 (hetumoger). Gelou a fost ucis în luptă în timp ce încerca să se refugieze în cetatea sa de pe Someș, aflată undeva în regiunea Clujului, fie în zona Gilăului de astăzi (care a păstrat numele lui Gelou), fie la Cluj sau Cluj-Mănăștur.
Neagu Djuvara a scris despre Gelou că este un nume autentic românesc și foarte vechi, legat de numele trac Gelupara, o veche așezare în Tracia   
Conform cronicii lui Anonymus, pacea dintre români și maghiari s-a încheiat la Esculeu (astăzi Așchileu, la nord de Cluj-Napoca).
„Atunci locuitorii țării, văzând moartea stăpânului lor, din propria lor voință, dându-și dreapta, l-au ales domn al lor pe Tuhutum, tatăl lui Horca. Și în acel loc numit Esculeu și-au întărit credința prin jurământ. Iar din acea zi locul acela este numit Esculeu pentru că acolo au jurat. Iar Tuhutum din acea zi a stăpânit acea țară cu pace și cu fericire”
—Anonymus XXVII[12]
Identificarea cetății de la Dăbâca cu reședința lui Gelou nu are date suficiente. Cetăți cum ar fi cele de la Șirioara, Cuzdrioara sau Moldovenești nu aparțineau țării lui Gelou. Gelou apare de mai multe ori în Gesta Hungarorum cu titulatura de "dux". 
Acest fragment din Gesta Hungarorum povestește pe scurt, cucerirea voievodatului lui Gelou de unguri: 
Tuhutum, tatăl lui Horca, un om șiret, a prins de veste de la locuitori despre bunătatea 'țării de dincolo de păduri' unde stăpânea un blac, anume Gelou... Și s-au luptat cu înverșunare și fură învinși ostașii ducelui Gelou și mulți dintre ei uciși, iar mai mulți fură prinși. (...)
Gelou rămâne primul voievod atestat al Transilvaniei. A fost urmat de Tuhutum, Horca și Iula (Geula sau Gyula).
La aproape 70 de ani după moartea lui Gelou, fostul voievodat al acestuia era condus de Iula (Jula sau Geula) care era independent. Iula era pomenit în  Annales Hildesheimenses ca fiind rege și dușman al regelui Ștefan al Ungariei. Iula pierde țara după războiul cu Ștefan pe la 1003.